# Psychoda wattsi
Psychoda wattsi är en tvåvingeart som beskrevs av Duckhouse 1966. Psychoda wattsi ingår i släktet Psychoda och familjen fjärilsmyggor. Inga underarter finns listade i Catalogue of Life.